# Tirna
Tirna este o localitate din comuna Zagorje ob Savi, Slovenia, cu o populație de 155 de locuitori.